# Gobernador de Barinas
El gobernador del estado Barinas es el jefe del ejecutivo del estado del mismo nombre, Según el artículo 160 de la Constitución de Venezuela de 1999 el gobernador debe ser "venezolano o venezolana, mayor de veinticinco años y de estado seglar". Es elegido por cuatro años por mayoría simple y puede ser reelegido.
El gobernador es el encargado de dirigir la acción del gobierno en el estado y de su administración, nombra un gabinete de secretarios junto con los cuales forman el poder ejecutivo del estado Barinas, puede ser revocado a mitad de su período constitucional.
Hasta 1989 el gobernador era designado directamente por el presidente de la República, desde ese entonces se convocan elecciones para elegir directamente a los mandatarios regionales.
El estado tiene la particularidad de haber sido gobernado ininterrumpidamente desde 1998 por familiares del expresidente Chávez quienes han ganado las elecciones sucesivamente desde ese año, primero con Hugo de los Reyes Chávez (padre del expresidente) quien gobernara 3 periodos seguidos entre 1998 y 2008 y el exgobernador Adan Chávez entre 2008 y 2016. En las elecciones de 2021 se rompió con esta racha de victorias de la familia Chávez, cuando el candidato Freddy Superlano, de la Mesa de la Unidad Democrática obtuvo la victoria, aunque no fue proclamado gobernador luego de que el TSJ anulara la elección, el secretario de gobierno Jesús Monsalve, asumió el 1 de diciembre de 2021 la gobernación como encargado tras la renuncia del gobernador Argenis Chávez hasta la elección de Sergio Garrido en 2022 quien está actualmente en funciones y en 2025 el exgobernador Adán Chávez ganó derrotando al gobernador Garrido coincidiendo con el regreso de la Familia Chávez en el ejecutivo de Barinas luego de 4 años.

## Funciones legales
Según el Artículo 65 de la Constitución del Estado Barinas, son atribuciones y deberes del Gobernador del Estado, además de las consagradas en la
Constitución de la República Bolivariana de Venezuela:
- Presidir el Consejo de Planificación y Coordinación de Políticas Públicas.
- Asistir al Consejo Federal de Gobierno.
- Presentar ante el Consejo Legislativo del Estado, el Plan Estratégico de Desarrollo Regional, dentro del Tercer Trimestre del Primer Año de cada período constitucional.
- Adoptar todas las medidas y acciones conducentes a garantizar el cumplimiento del principio de continuidad administrativa consagrado en esta Constitución.
- Asumir e impulsar el proceso de descentralización de competencias del Poder Central al Poder Público Estadal.
- Consultar obligatoriamente a la Procuraduría General del Estado y a la Contraloría del Estado sobre la procedencia o no de los contratos de interés público de la entidad.
- Elaborar y promocionar un plan de estímulos a fin de atraer inversiones del sector privado en nuestro Estado.
- El Gobernador o Gobernadora dará cumplimiento a las decisiones del Consejo Estadal de Planificación y Coordinación de Políticas Públicas.

## Gobernadores

### Designados
| Período   | Gobernador                    | Partido/Alianza | Notas                              |
| --------- | ----------------------------- | --------------- | ---------------------------------- |
|           | José Vicente Rangel Cárdenas  |                 |                                    |
| 1952-1954 | José Domingo Colmenares Vivas |                 |                                    |
| 1954-1958 | Luis Alberto García Monsant   |                 |                                    |
| 1958-1959 | Virgilio Tosta                |                 |                                    |
| 1959-1964 | Luciano Valero                |                 |                                    |
| 1964-1964 | Adonay Parra Jiménez          |                 |                                    |
| 1964-1966 | José Octavio Henríquez        |                 |                                    |
| 1966-1967 | José Tomás Heredia Angulo     |                 |                                    |
| 1967-1968 | Adonay Parra Jiméndez         |                 |                                    |
| 1969-1974 | Edgar Sanz Amair              |                 |                                    |
| 1974-1974 | José Ángel Hernández          |                 |                                    |
| 1974-1975 | Arturo Ramírez Dávila         |                 |                                    |
| 1975-1977 | Guillermo Rincón Araujo       |                 |                                    |
| 1977-1979 | Manuel Díaz Morontas          |                 |                                    |
| 1979-1980 | José Napoleón Paredes         | COPEI           | Designado por Luis Herrera Campíns |
| 1980-1983 | José González Puerte          | COPEI           | Designado por Luis Herrera Campíns |
| 1983-1984 | Arnoldo Matheus Camacho       | COPEI           | Designado por Luis Herrera Campíns |
| 1984-1986 | Pastor Salazar Rondón         | AD              | Designado por Jaime Lusinchi       |
| 1986-1988 | Rafael Rosales Peña           | AD              | Designado por Jaime Lusinchi       |
| 1988-1989 | Joffre Navas Silva            | AD              | Designado por Carlos Andrés Pérez  |

### Electos
| N.º | N.º | Gobernador               | Período     | Partido | Elección | % de votos | Notas |
| --- | --- | ------------------------ | ----------- | ------- | -------- | ---------- | --- |
|     | 1.  | Rafael Rosales Peña      | 1990 — 1993 | AD      | 1989     | 51,51      | Primer gobernador bajo elecciones directas.                                                                                                  |
|     | 2.  | Gehard Cartay Ramírez    | 1993 — 1996 | COPEI   | 1992     | 51,94      | Segundo gobernador bajo elecciones directas.                                                                                                 |
|     | 3.  | Rafael Rosales Peña      | 1996 — 1999 | AD      | 1995     | 52,11      | Tercer gobernador bajo elecciones directas.                                                                                                  |
|     | 4.  | Hugo de los Reyes Chávez | 1999 — 2008 | MVR     | 1998     | 43,56      | En el año 2000 se realizaron elecciones adelantadas por la aprobación de una nueva constitución. Cuarto gobernador bajo elecciones directas. |
|     | 4.  | Hugo de los Reyes Chávez | 1999 — 2008 | MVR     | 2000     | 52,57      | En el año 2000 se realizaron elecciones adelantadas por la aprobación de una nueva constitución. Cuarto gobernador bajo elecciones directas. |
|     | 4.  | Hugo de los Reyes Chávez | 1999 — 2008 | MVR     | 2004     | 76,26      | En el año 2000 se realizaron elecciones adelantadas por la aprobación de una nueva constitución. Cuarto gobernador bajo elecciones directas. |
|     | 5.  | Adán Chávez Frías        | 2008 — 2017 | PSUV    | 2008     | 50,48      | |
|     | 5.  | Adán Chávez Frías        | 2008 — 2017 | PSUV    | 2012     | 57,89      | |
|     | -.  | Zenaida Gallardo         | 2017        | PSUV    | —        | —          | Gobernadora interina, tras la designación de Adán Chávez como ministro de Cultura.                                                           |
|     | 6.  | Argenis Chávez Frías     | 2017 — 2021 | PSUV    | —        | —          | Gobernador interino, tras la renuncia de Zenaida Gallardo. Luego, elegido Gobernador.                                                        |
|     | 6.  | Argenis Chávez Frías     | 2017 — 2021 | PSUV    | 2017     | 53,11      | Gobernador interino, tras la renuncia de Zenaida Gallardo. Luego, elegido Gobernador.                                                        |
|     | -.  | Jesús Monsalve           | 2021 — 2022 | PSUV    | —        | —          | Gobernador interino, tras la renuncia de Argenis Chávez. Asume en su condición de secretario de gobierno.                                    |
|     | 7.  | Sergio Garrido           | 2022 — 2025 | Ind.    | 2022     | 55,34      | Gobernador electo en elecciones especiales, tras la anulación de las elecciones de noviembre de 2021, en las que ganó Freddy Superlano.      |
|     | 8   | Adán Chávez              | 2025-2029   | PSUV    | 2025     | 72,45      | Octavo gobernador electo en elecciones directas.                                                                                             |